# 阿莱多
阿莱多，是西班牙穆尔西亚自治区的一个市镇。总面积50平方公里，总人口1017人（2001年），人口密度20人/平方公里。